# Kim Dong-chul (cầu thủ bóng đá)
Đây là một tên người Triều Tiên, họ là Kim.
Kim Dong-chul (tiếng Hàn: 김동철; sinh ngày 1 tháng 10 năm 1990) là một cầu thủ bóng đá Hàn Quốc thi đấu ở vị trí hậu vệ cho Asan Mugunghwa ở K League 2.